# 고세원
고세원(高世元, 1977년 12월 13일 ~ )은 대한민국의 영화배우이자 탤런트이다.
KBS 공채탤런트 19기로 단국대학교 연극영화과를 입학하여 고세원은 14년 만인 2010년 2월 18일 가수 바다(최성희)와 함께 33살의 늦깎이로 학사학위를 받았다. 함께 학사학위를 받은 바다(최성희)에게는 12년 만의 학위수여식이었다.
고세원은 뮤지컬 《오! 당신이 잠든 사이》에서 주인공으로 캐스팅되었다. 뮤지컬에서 무뚝뚝하지만 속정 깊은 의사 《닥터리》와 멀티맨으로 출연하는 고세원은 그동안 뮤지컬 《벽을 뚫는 남자》, 《아이러브 유》, 《김종욱 찾기》 등에서 실력을 인정받은 배우이다. TV쪽에서는 10년 여 간 《막돼먹은 영애씨》의 김혁규(빡규)역으로 많은 사랑을 받았으며, 일일드라마에서는 여주인공과 사랑에 빠지는 로맨틱한 역할로 자주 출연하며 인기를 끌었다.

## 에피소드
고세원은 박찬호 군대 조교를 했었다고 박찬호와의 인연을 들려줬다. 1999년부터 2000년 8월까지 충남 공주 육군 32사단 신병교육대에서 조교로 복무했고 그때 박찬호는 1998년 방콕아시안게임에서 우승을 해 병역면제 혜택을 받은 후 1999년 10월 이곳에 입소해 4주간 군사 훈련을 받았다는 것이다. 어느 날은 라면 끓일 뜨거운 물로 라면을 포기하고 박찬호의 허리 찜질을 해 줬다는 얘기도 들려줬다.

## 학력
- 구룡중학교 졸업
- 계원예술고등학교 연극영화과 졸업
- 단국대학교 연극영화학과 졸업

## 연기 활동

### 드라마
- 1998년 KBS1 청소년드라마 《신세대 보고 - 어른들은 몰라요》
- 2007년~2019년 tvN 다큐드라마 《막돼먹은 영애씨》 ... 김혁규 역
- 2009년~2010년 KBS2 주말연속극 《수상한 삼형제》 ... 왕재수 역 (특별출연)
- 2010년 KBS2 수목드라마 《신데렐라 언니》 ... 홍기정 역
- 2010년 SBS 일일드라마 《세 자매》 ... 박상태 역
- 2010년 SBS 아침연속극 《여자를 몰라》 ... 박무혁 역
- 2011년~2012년 SBS 주말특별기획 《폼나게 살거야》 ... 조은걸 역
- 2012년 KBS1 일일연속극 《별도 달도 따줄게》 ... 한민혁 / 서진수 역
- 2013년 tvN 일일드라마 《미친 사랑》 ... 서경수 역
- 2014년 MBC 일일 특별기획 《엄마의 정원》 ... 차성준 역
- 2014년 네이버 TV 웹드라마 《최고의 미래》 ... 팀장 역
- 2014년 SBS 플러스 월요드라마 《도도하라》 ... 고세원 역
- 2015년 KBS2 장애인의 날 특집드라마 《윈드미라클의 바람동화》 ... 소연 아빠 역
- 2015년 KBS1 대하드라마 《징비록》 ... 이이첨 역
- 2016년 SBS 아침연속극 《사랑이 오네요》 ... 나민수 역
- 2017년 MBC 일일드라마 《돌아온 복단지》 ... 한정욱 역
- 2018년 tvN 월화드라마 《시를 잊은 그대에게》
- 2018년 MBC 월화드라마 《검법남녀》 ... 강용 역
- 2018년 tvN 수목드라마 《김비서가 왜 그럴까》 ... 젊은시절 이회장 역 (카메오)
- 2018년 SBS 드라마스페셜 《황후의 품격》 ... 대한제국수상 역
- 2020년 KBS2 일일드라마 《위험한 약속》 ... 강태인 역

### 영화
- 2003년 《강아지 죽는다》 ... 병태 역
- 2010년 《굿바이 보이》 ... 현우 역
- 2010년 《여의도》 ... 조부장 역
- 2011년 《퍼펙트 게임》 ... 재석 역
- 2013년 《마이 라띠마》 ... 준 역
- 2014년 《도도하라 극장판》
- 2015년 《따라지: 비열한 거리》 ... 건희 역
- 2019년 《신의 한 수: 귀수편》 ... 신부 역 (우정출연)

### 뮤직비디오
- 2006년 SG 워너비 - 비익조
- 2006년 비 - 내가 누웠던 침대
- 2006년 이수영, 신동엽 - 행복을 주는사람

### 공연
- 2007년 《러브 인 카푸치노》 ... 제일 역
- 2007년 《김종욱 찾기》 ... 김종욱 & 첫사랑 역
- 2007년 《벽을 뚫는 남자》 ... 공무원 B씨 역
- 2008년 《록키 호러쇼》 ... 브래드 역
- 2009년 《김종욱 찾기》 ... 남자 & 김종욱 역
- 2009년 《신상남 뮤지컬 콘서트》 ... 완벽한 재벌남 역
- 2009년 《아이 러브 유》 ... 남자1 역
- 2010년 《오! 당신이 잠든 사이》 ... 닥터리 역
- 2012년~2013년 《셜록홈즈》 ... 에릭 앤더슨/아담 앤더슨 역

## 방송
- 2008년 엠넷 《다섯 남자와 아기천사》
- 2015년 KBS2 《우리동네 예체능》
- 2016년 SBS 《정글의 법칙》
- 2017년 MBC 에브리원 《아찔한 캠핑》
- 2018년 MBC 《미스터리 음악쇼 복면가왕》 - 다 꿰뚫어보고 있느니라 궁예 (참가자)

## 광고
- LG텔레콤 - 항공마일리지편
- 넥슨 - 언행일치편
- 하나TV

## 홍보대사
- 2012년 서울시유도회 홍보대사

## 수상 및 후보
| 연도 | 시상식                   | 부문                           | 작품           | 결과 |
| ---- | ------------------------ | ------------------------------ | -------------- | ---- |
| 2008 | 제2회 더 뮤지컬 어워즈   | 남우신인상                     | 벽을 뚫는 남자 | 후보 |
| 2012 | 제1회 에이판 스타 어워즈 | 패셔니스타상                   | 빈칸           | 수상 |
| 2016 | SBS 연기대상             | 장편드라마부문 남자 특별연기상 | 사랑이 오네요  | 후보 |
| 2017 | MBC 연기대상             | 연속극부문 남자 최우수연기상   | 돌아온 복단지  | 수상 |
| 2020 | KBS 연기대상             | 일일드라마부문 남자 우수연기상 | 위험한 약속    | 후보 |